# Hilbert (Wisconsin)
Hilbert è un comune degli Stati Uniti, situato in Wisconsin, nella Contea di Calumet.